# Джеймс Елсуърт
Джеймс Морис (роден на 11 декември 1984) е американски професионален кечист, най-добре познат в WWE като задобряващия талант, Джеймс Елсуърт. Той също се е бил за независими компании като „Красавеца“ Джими Дрийм. Участва в шоуто на WWE, Разбиване, но не е подписал с компанията.

## Професионална кеч кариера

### Ранна кариера (2002 – 2016)
През повечето от кариерата си, Морис се бие в независими компании, под името „Красавеца“ Джими Дрийм, често като част от отбора с Адам Грозни като Красивите грозници. Дуото печели няколко титли в Northeastern USA, First State Championship Wrestling, American Combat Wrestling и Big Time Wrestling. Красивите грозници дебютират в първото шоу на 302 Pro Wrestling. На 4 юни, Красивите грозници печелят турнир, ставайки първите Отборни шампиони на 302 Pro Wrestling.

### WWE (от 2016 г.)
Морис, като Джеймс Елсуърт', дебютира в WWE на 25 юли 2016, на Първична сила като задобряващ талант, победен бързо от Броун Строуман. Елсуърт получава фенове в социалната медия, след речта му преди мача, в която той твърди, че „всеки човек с две ръце има шанс“, преди да бъде пребит от по-големия си опонент.
Елсуърт се завръща в главния мач на 13 септември, на Разбиване като мистериозния отборен партньор на Световния шампион на WWE Ей Джей Стайлс в мач срещу Дийн Амброуз и Джон Сина. Обаче, той е нападнат от Миз, замествайки го в мача. На 11 октомври, на Разбиване, Елсуърт е избран от Ей Джей Стайлс за опонент в мач без заложба на титлата, мислейки че ще е лесно да го победи, но Главния мениджър на Разбиване, Даниъл Брайън прави Дийн Амброуз специален гост съдия за мача, твърдейки че Амброуз е на нивото на обикновен съдия и ако Стайлс удари Амбоуз, той ще бъде дисквалифициран и отстранен. Амброуз помага на Елсуърт, заради враждата си със Стайлс, приключвайки с атака от Амброуз на Стайлс, позволявайки на Елсуърт да спечели. След това, Елсуърт получава шанс за Световната титла на WWE, на следващия епизод на Разбиване, на 16 октомври, където Амброуз отново е крак ринга, но този път като човека с гонга и говорител. Елсуърт печели мача чрез дисквалификация, като Стайлс не спира отброяване до 5 на съдията за атаката над Елсуърт, който е заклещен във въжетата, което значи, че не печели титлата. Оттогава WWE започват да продават тениски на Елсуърт от техния уебсайт.
Елсуърт продължава да участва във враждата между Стайлс и Амброуз, помагайки на Амброуз. На 25 октомври, на Разбиване, Елсуърт мисли, че дължи на Амброуз услуга и го придружава до мачовете му срещу Стайлс. Елсуърт придружава Амброуз до мача му срещу Стайлс, в който Амброуз би получил шанс за Световната титла на WWE, ако спечели. По време на мача, Стайлс атакува Елсуърт няколко пъти, заради победите му от изминалите седмици. Стайлс провокира Елсуът с падащ лист, на което Елсуърт отговаря с Музика под никаква брадичка (супер-ритник) на Стайлс, но го прави пред съдията, който дисквалифицира мача, и шанса на Амброуз за Световната титла. Седмица по-ксъно, Елсуърт се опитва да се извини на Амброуз, но Амброуз го гони от сградата. По-късно, Елсуърт се намесва в мач, преследван от охраната, разсейвайки Стайлс, позволявайки на Амброуз да спечели и да стане глвен претендент за Световната титла на WWE. На 15 ноември 2017 от сайта на Световната федерация е съобщено, че Джеймс Елсуърт е освободен от WWE.

## Личен живот
Според профила му в Twitter, Морис има две дъщери. Той описва Крис Джерико като най-голямата си подкрепа. Брат му, Крис Кошмара също е кечист.

## В кеча
- Финални ходове
  - Музика под никаква брадичка[13] (Супер-ритник, пародиран от Шон Майкълс) – WWE
  - Уискас (Double underhook facebuster, пародирано от Трите Хикса) – независими компании
- Прякори
  - Красавеца
  - Красива муха за Бял човек[4]
  - Човека с две ръце (и шанс за бой)
- Входно песни
  - „Glenny“ на Wolftooth (WWE; от 18 октомври 2016 г.)

## Титли и постижения
- 302 Pro Wrestling
  - Отборен щампион в 302 Про Кеча (1 път) – с Адам Грозни
- Adrenaline Championship Wrestling
  - Отборен щампион на ACW (1 път) – с Адам Грозни
- Covey Promotions
  - Шампион в полутежка категория на CP (1 път)
- First State Championship Wrestling
  - Световен отборен шампион на 1CW (2 пъти) – с Адам Грозни (1) и Реджи Риг (1)
- Maximum Championship Wrestling
  - Максимум шампион в Полутежка Категория по Кеч (4 пъти)
- Power Pro Wrestling
  - Отборен шампион на PPW (1 път) – с Адам Грозни
- Ultra Championship Wrestling
  - Шампион в тежка категория на UCW (3 пъти)
  - Турнира Dominic Denucci (2011)